# Lirac
Lirac é uma comuna francesa na região administrativa de Occitânia, no departamento de Gard. Estende-se por uma área de 9,76 km². Em 2010 a comuna tinha 934 habitantes (densidade: 95,7 hab./km²).